# Macaos flagga
Macaos flagga blev antagen 1999 vid överlämnandet från Portugal till Kina.
Den tidigare använda flaggan var den portugisiska nationalflaggan.
Överst de fem stjärnorna i den kinesiska flaggan, under denna en stiliserad lotusblomma.
Längst ner stiliserat vatten som symbol för Macaos roll som hamn och ovan denna Macaos mest igenkända landmärke, Nobre Governador Carvalho-bron.